# Biotopo dei Lagoni (Grosseto)
I Lagoni sono un biotopo della provincia di Grosseto, in Toscana. Nell'area è presente, come sito non compreso nel sistema delle aree protette e non incluso nella rete ecologica europea Natura 2000, il sito di importanza regionale (SIR) “Campi di alterazione geotermica di Monte Rotondo e Sasso Pisano”. A caratterizzare il sito sono il peculiare paesaggio geomorfologico dovuto alla presenza di fumarole e campi geotermici e i particolari calluneti nell'ambito dei campi geotermici.

## Territorio
I Lagoni sono campi di alterazione geotermica di Monterotondo Marittimo. Il territorio all'estremo nord della provincia di Grosseto rientra in buona parte nell'area delle Colline Metallifere, della quale sono ben note sin dall'antichità le risorse minerarie e geotermiche.
Una delle località grossetane più importanti ed interessanti per la forza delle manifestazioni geotermiche naturali sono senza dubbio i cosiddetti Lagoni di Monterotondo Marittimo, situati sul versante meridionale di una giogaia boscosa detta “Il Monte” (755 m) che segna il confine con la provincia di Pisa per il tramite del borgo medievale e le fumarole di Sasso Pisano e divide in parte i bacini dei fiumi Cecina a nord e Cornia a sud.
I campi di alterazione rappresentano una delle pochissime aree della zona naturalmente prive di vegetazione forestale a causa delle estreme condizioni ecologiche del sito. 
L'ambiente del biotopo è assolutamente peculiare a causa delle intense emissioni gassose naturali che alterano sensibilmente la composizione del gas atmosferico e provocano surriscaldamento del terreno determinando numerose anomalie nelle sue caratteristiche chimico fisiche.
Anche se in parte utilizzata per la produzione di energia geotermica, l'area conserva parti naturali con ampie plaghe di vegetazione pioniera dalle caratteristiche uniche. Se da un lato queste comunità vegetali sono floristicamente povere, dall'altro esse risultano molto interessanti dal punto di vista ecologico soprattutto in termini di risposte adattative e dinamica evolutiva.
L'area rientra nel SIR B12 Campi di alterazione geotermica di Monte Rotondo e Sasso Pisano (cod.: IT5170102) di 121,28 ettari, ma non rientra nella rete ecologica Natura 2000 o in altre aree protette ai sensi della L 394/91 e LRT 49/95.

## Geomorfologia
I campi di alterazione geotermica sono posti su una pendice con esposizione prevalentemente sud-occidentale, ad una altitudine di circa 600 m s.l.m. Essi giacciono su una formazione di radiolariti rosse della serie toscana a contatto con ampie bancate di arenaria quarzoso-feldspatica del Cretaceo superiore (macigno).
Le emissioni gassose contengono acido solfidrico, anidride carbonica e acido borico ma sono prevalentemente costituite da vapore acqueo che fuoriesce con molta energia da profonde fratture ipogee. Il suolo si presenta in forma di pietrame scheletrico e di detrito grossolano, superficialmente alterato da processi chimici e riscaldato fino a circa 60 °C a 30 cm di profondità. La sua reazione iperacida rappresenta un fattore di selezione estremamente severo per molte piante.
Le emissioni gassose determinano una sensibile mitigazione del microclima locale, limitando le escursioni termiche diurne e stagionali e anche aumentando l'umidità atmosferica.
La tipologia ambientale prevalente nel SIR è data dai campi geotermici, versanti con boschi di latifoglie termofile, prati secondari e arbusteti. Notevoli le comunità vegetali paucispecifiche perché altamente specializzate ecologicamente del tutto esclusive delle aree geotermiche boracifere delle quali riescono a colonizzare i modelli a mosaico anche i punti con suolo più caldo, acido e poveri di nutrienti. Tra le altre tipologie ambientali rilevanti ci sono le brughiere e lo specchio d'acqua con vegetazione igrofila.
Dal punto di vista macroclimatico il biotopo rientra pienamente nell'area della vegetazione forestale decidua, godendo di precipitazioni medie annue intorno a 1.000 mm e temperatura di 12,9 °C.

## SIR
I principali elementi di criticità interni al sito sono: 
- Chiusura delle aree aperte per naturali processi di ricolonizzazione arbustiva ed arborea.
- Insufficienza delle conoscenze sugli aspetti naturalistici.
- Presenza di siti estrattivi abbandonati.

I principali elementi di criticità esterni al sito sono dati dalla presenza di impianti per lo sfruttamento geotermico ed altre aree urbanizzate ai limiti meridionali.
I principali obiettivi di conservazione sono dati dalla conservazione dell'integrità dei “campi geotermici” e del relativo habitat (E). b) Mantenimento delle aree aperte e dei calluneti (M).
Indicazioni per le misure di conservazione:
- Razionalizzazione delle attività di sfruttamento geotermico all'interno del sito (E).
- Valorizzazione dello strumento della valutazione di incidenza per le attività di sfruttamento geotermico interne o confinanti al sito (E).
- Miglioramento delle conoscenze naturalistiche (M).

## Flora
I Lagoni ricadono in una fascia al limite fra il querceto deciduo supramediterraneo e il castagneto, che occupa buona parte dei rilievi circostanti grazie alla loro natura arenacea.
Di particolare interesse è il fatto che il riscaldamento localmente provocato dalle emissioni gassose consente la permanenza di lembi "eterotopici" di vegetazione sempreverde mediterranea attorno al sito. In questo contesto, i campi di alterazione geotermica spiccano per essere quasi del tutto privi di vegetazione forestale per cause naturali. La temperatura del suolo, che aumenta fortemente con la profondità, non consente infatti alle piante legnose di sviluppare normalmente l'apparato radicale. 
Inoltre l'acidità del substrato risulta proibitiva per la gran parte delle specie.
L'unica pianta arborea capace di sopravvivere in queste condizioni è la sughera (Quercus suber), che riesce ad impiantarsi con alcuni individui isolati dal portamento stento e contorto. Grazie al suo temperamento piccatamente acidofilo e termofilo, la sughera trova condizioni molto favorevoli sulle arenarie ai margini dei Lagoni, dove va a costituire una rada vegetazione sempreverde con altre piante acidofile mediterranee come pino marittimo (Pinus pinaster, probabilmente introdotto), erica (Erica arborea), cisto (Cistus salvifolius) e brugo (Calluna vulgaris).
Nelle parti alte si aggiunge il castagno (Castanea sativa), anch'esso spiccatamente acidofilo, e nel sottobosco, poche specie erbacee come Deschampsia flexuosa, Holcus lanatus e Agrostis castellana.
Le comunità vegetali pioniere sono invece esclusivamente di tipo erbaceo-arbustivo, e colonizzano i campi di alterazione secondo un modello a mosaico che è funzione dell'intensità delle emissioni da cui dipendono temperatura e acidità del suolo. Laddove il calore è maggiore e il suolo estremamente acido sono presenti solo isolati arbusti pionieri di brugo, che presentano anche specifici adattamenti morfologici per resistere a questo habitat ostile. La comunità acidofila brugo è l'aspetto più caratteristico della vegetazione dei Lagoni, e dà luogo a fine estate ad una bella colorazione roseo-violetta che copre a chiazze i terreni scheletrici percorsi dai vapori.
Sotto il brugo sono spesso presenti cuscinetti di muschi, ad esempio del genere Campylopus, che si addensa nei siti dove la temperatura del suolo è un poco inferiore.
Nelle comunità briofitiche compaiono anche alcune specie rare in Toscana, sebbene non esclusive degli ambienti geotermici. Nelle aree dove le emissioni sono deboli ma il suolo rimane acido si forma un sottile strato di sostanza organica che prelude all'ingresso nella comunità della graminacea Agrostis castellana. Assieme al brugo, questa è la specie più caratteristica ed abbondante dei Lagoni. Alla comunità con Calluna e Agrostis si aggiungono poche altre specie solo nei siti dove la temperatura del suolo è quasi normale e i valori di acidità meno proibitivi.
Interessanti sono anche le comunità licheniche, di cui fanno parte specie di Cladonia ed altri generi. In questo ambiente selettivo la diversità floristica non può che essere molto ridotta, ed in questo risiede l'interesse ecologico del sito. Le specie principali sono piante acidofile capaci di vivere su suoli molto poveri di sostanza nutritive, come appunto la già ricordata Calluna vulgaris e le graminacee Agrostis castellana, Deschampsia flexuosa ed Holcus lanatus. Esse sono tutte piuttosto diffuse in Toscana ed in Italia in ambienti prativi e boschivi con terreno acido. È importante evidenziare che le popolazioni di queste specie che vivono sui campi di alterazione geotermica potrebbero rappresentare ecotipi locali geneticamente differenziati con adattamenti sviluppati in risposta alle condizioni estreme del sito.
Sporadicamente compaiono anche Helichrysum italicum e Cistus salvifolius.
Maggiore interesse floristico presentano le specie di briofite presenti nell'area, prevalentemente muschi.